# Държавно устройство на Норвегия
Норвегия е парламентарна монархия. Функциите на краля са най-вече церемониални, но той има влияние в качеството си на символ на националното единство. Въпреки че конституцията от 1814 година (приета под френско влияние) гарантира силна изпълнителна власт на краля, тя е почти винаги упражнявана от Държавния съвет, в името на краля (Кралски съвет). Държавният съвет или кабинет се състои от министър-председател и неговия съвет, които се назначават от краля. От 1884 година парламентаризмът осигурява това, че кабинетът трябва да има подкрепата на парламента, така че назначаването от страна на краля е просто формалност.

## Законодална власт
Парламентът на Норвегия е еднокамарен, състои се от 169 депутати, избирани на всеки 4 години от лица, навършили 18-годишна възраст. Депутатите се избират по системата на пропорционално представяне. Конституцията на Норвегия не предвижда разпускане на парламента.

## Съдебна власт
Норвежката правна система е смес от обичайното право, гражданската правна система, както и обичайните правни традиции.
Редовните съдилища включват Върховния съд (Høyesterett) с 18 постоянни съдии и президент, апелативни съдилища (съдът на втора инстанция в повечето случаи), град и окръжен съд (съд на първа инстанция в повечето случаи), и помирителни съвети (съд на първа инстанция в повечето случаи на гражданския-код). Съдиите, прикрепен към редовните съдилища се назначават от краля в Съвета след номинация от Министерството на правосъдието.

## Зависими територии
Норвегия има 3 зависими територии, всички във или в близост до Антарктика: Остров Буве в Южен Атлантическия океан, Земя Кралица Мод в Антарктика, и Петър I остров на разстояние Западна Антарктида.